# Siyabonga Nomvethe
Siyabonga eugene Nomvethe (Durban, 1977. december 2. –) dél-afrikai labdarúgó, aki jelenleg a Moroka Swallowsban játszik csatárként.

## Pályafutása

### Klubcsapatban
Nomvethe megjárta a Durban Cosmos és a Claremont Blizzards ifiakadémiáját is, mielőtt 1997-ben megkezdte volna profi pályafutását az African Wanderersben. Mindössze egy szezont töltött a csapatnál, de ezalatt segített nekik feljutni az élvonalba. 1998 júliusában Dél-Afrika egyik legjobb és legismertebb csapatához, a Kaizer Chiefshez szerződött. Az itt töltött három éve alatt ő lett a klub első számú gólfelelőse.
2001-ben próbálta ki először magát külföldön, Olaszországba, az Udineséhez igazolt. Két sikertelen szezon után 2004-ben kölcsönadták a Salernitanának, majd az Empolinak. 2005-ben a svéd Djurgårdent is megjárta kölcsönben. 2005 decemberében hagyta el végül az Udinesét, visszatért Dél-Afrikába, az Orlando Pirateshez.
2006 júliusában ismét külföldre igazolt, ezúttal a dán AaB Fodboldhoz került, ahol három évet töltött el. A 2007/08-as szezonban bajnok lett csapatával. 2009-ben a Moroka Swallows játékosa lett.

### A válogatottban
Nomvethe 1999-ben mutatkozott be a dél-afrikai válogatottban. 2001 és 2007 között kihagyhatatlan tagja volt a csapatnak. Ott volt a 2002-es világbajnokságon, ahol gólt szerzett Szlovénia ellen. Pályára lépett még a 2005-ös CONCACAF-aranykupán, a 2006-os, és a 2008-as afrikai nemzetek kupáján, valamint a 2009-es konföderációs kupán. A 2010-es világbajnokságon egy meccsen lépett pályára.

## Külső hivatkozások
- Adatlapja az AaB honlapján
- Pályafutása statisztikái Archiválva 2007. december 14-i dátummal a Wayback Machine-ben

## Fordítás
- Ez a szócikk részben vagy egészben  a   Siyabonga Nomvethe című angol Wikipédia-szócikk fordításán alapul.  Az eredeti cikk szerkesztőit annak laptörténete sorolja fel. Ez a jelzés csupán a megfogalmazás eredetét és a szerzői jogokat jelzi, nem szolgál a cikkben szereplő információk forrásmegjelöléseként.